# تقوا (فیلم ۱۹۹۷)
تقوا (به هندی: Dharma Karma) یا دین فیلمی محصول سال ۱۹۹۷ و به کارگردانی ویکی راناوات است. در این فیلم بازیگرانی همچون درمندرا، جیتندرا، راهول روی، اوا گروور، روهیت کومار، اوپسانا سینگ، پانت ایثار ایفای نقش کرده‌اند.